# Waterloo & City Line
Waterloo & City Line es una corta línea del metro de Londres, que aparece en color azul verdoso en los mapas. La línea fue abierta el 11 de julio de 1898. Sólo cuenta con dos estaciones, Waterloo y Bank (antiguamente llamada "City", de ahí el nombre de la línea), pasando bajo el río Támesis.
Su utilidad es principalmente transportar a trabajadores entre la estación de Waterloo y la City de Londres, por lo que no sirve a última hora de la tarde ni en domingos. Es con diferencia la línea más corta de la red, con sólo 2,5 kilómetros (1,5 millas) por lo que el viaje entre las dos estaciones sólo dura tres minutos. La línea fue el segundo ferrocarril eléctrico de Londres, después de la City & South London Railway.

## Historia
La línea fue diseñada por el ingeniero civil W. R. Galbraith y por James Henry Greathead. Originalmente formó parte de la London and South Western Railway; en 1923 pasó a manos de la Southern Railway. En 1948 pasó a manos públicas, junto con los principales ferrocarriles.
La línea servía como extensión de la vía principal que llegaba a la estación de Waterloo. Esto se debió a que originalmente se pretendía alargar esa vía hasta la City, pero el plan tuvo que ser abandonado debido a la prohibición de 1846 para la construcción de ferrocarriles en superficie dentro del área central de Londres. Los billetes para esta línea estaban integrados en la red nacional, por lo que los pasajeros podían comprar billetes entre cualquier estación de la vía principal y Bank. Finalmente, en 1994 la línea pasó a formar parte del Metro de Londres, siendo vendida por el precio simbólico de una libra esterlina.
La línea es conocida coloquialmente como El desagüe ("The Drain"). Aunque la razón de este nombre es incierta, hay varias teorías: algunos creen que se refiere al olor del suelo pantanoso en el que se construyó la estación de Waterloo (lo cierto es que un olor extraño impregna Waterloo hasta el día de hoy). Otros piensan que se refiere a la forma redonda, similar a un desagüe, de los túneles (los cuales fueron llamados "tubos", o "tubes", en el resto de las líneas). También quizás se refiera a que es la única línea que no accede a la superficie, por lo que los trenes sólo ven la luz del sol cuando son sacados del túnel, como si se desatascara un desagüe. Una última teoría habla de que el nombre se refiere al efecto de desaguar los trabajadores de los bancos y oficinas de la próspera City hacia las zonas de corredores de bolsa en el sur (servidas por las líneas que parten de Waterloo).

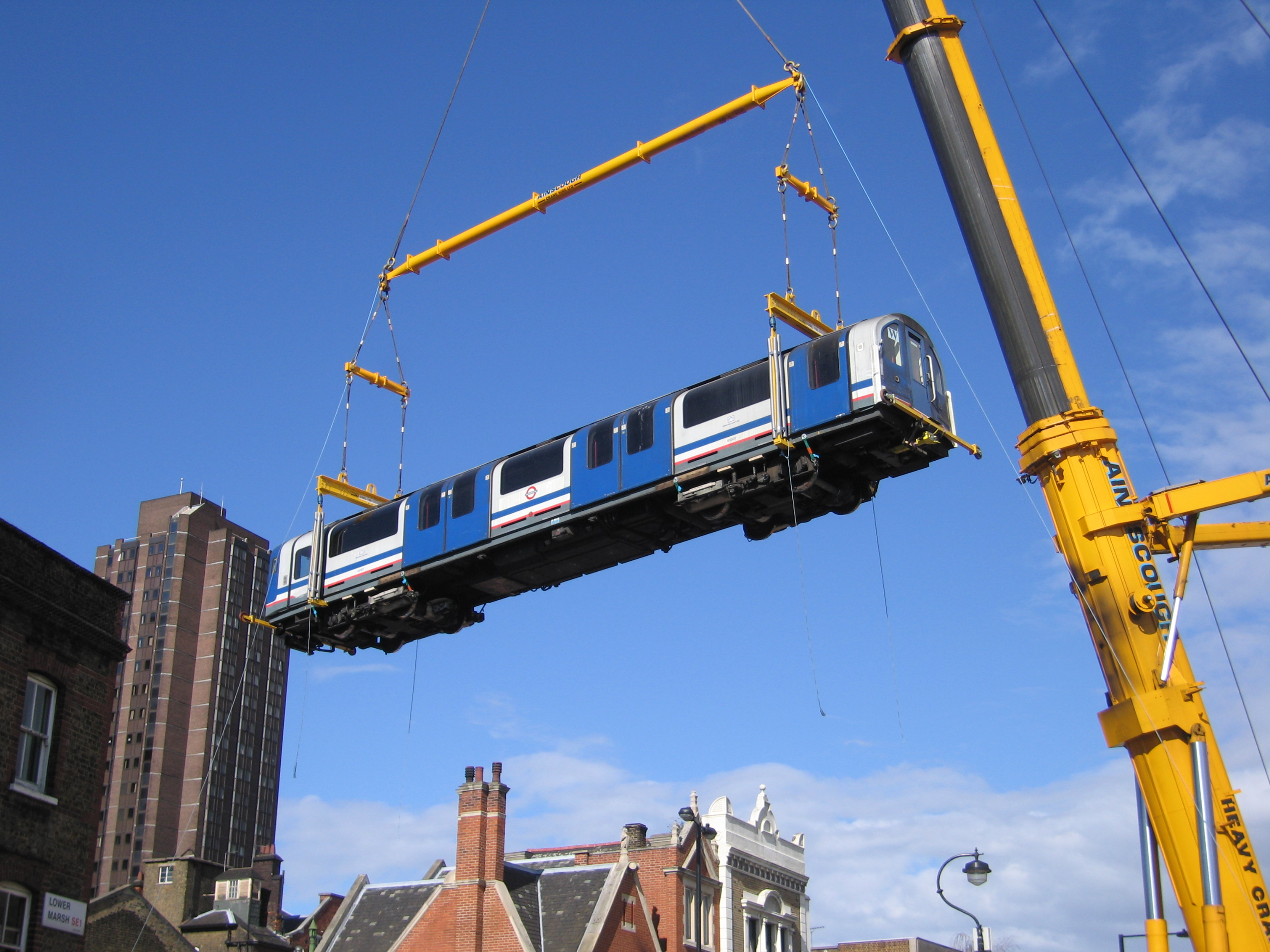
Extracción de un vehículo del garaje de Waterloo.

Una curiosidad de esta línea es que es la única de toda la red cuyo trayecto es íntegramente subterráneo (la línea Victoria también es subterránea, pero el tramo hasta el garaje es en superficie), y no tiene conexión física con el resto de la red. Esto presenta muchas dificultades para transferir trenes desde o hacia la línea. Antes de la construcción, en 1990, de una terminal internacional en Waterloo, los trenes eran izados, un coche a la vez, usando un elevador Armstrong fuera del muro norte de la vía principal de Waterloo. Actualmente se utiliza una grúa montada sobre ruedas en un hueco cerca del garaje y al sur de la vía principal de Waterloo. Cuando la línea utilizaba su propia central eléctrica, el carbón se traía desde las vías principales de Waterloo utilizando un elevador más pequeño (conocido como "Abbotts Lift"), lo que explica la existencia de una plataforma de giro en el garaje de la estación. La parte aún existente del túnel que llevaba al elevador Armstrong puede verse desde los trenes de la línea en el margen izquierdo, tras abandonar la estación de Waterloo en dirección a Bank. El elevador, junto con la zona oeste de la estación, fue eliminado en 1992 para permitir la construcción de la terminal internacional de Waterloo, para la llegada de los trenes Eurostar.
La línea fue cerrada en enero de 2003 durante unas tres semanas por razones de seguridad tras un descarrilamiento en la línea Central, que llevó a la modificación de todos los trenes de la serie de 1992. Ese mismo año el mantenimiento de la línea pasó a manos del consorcio Metronet, dentro del acuerdo de explotación compartida entre los sectores público y privado para toda la red.

## Vehículos

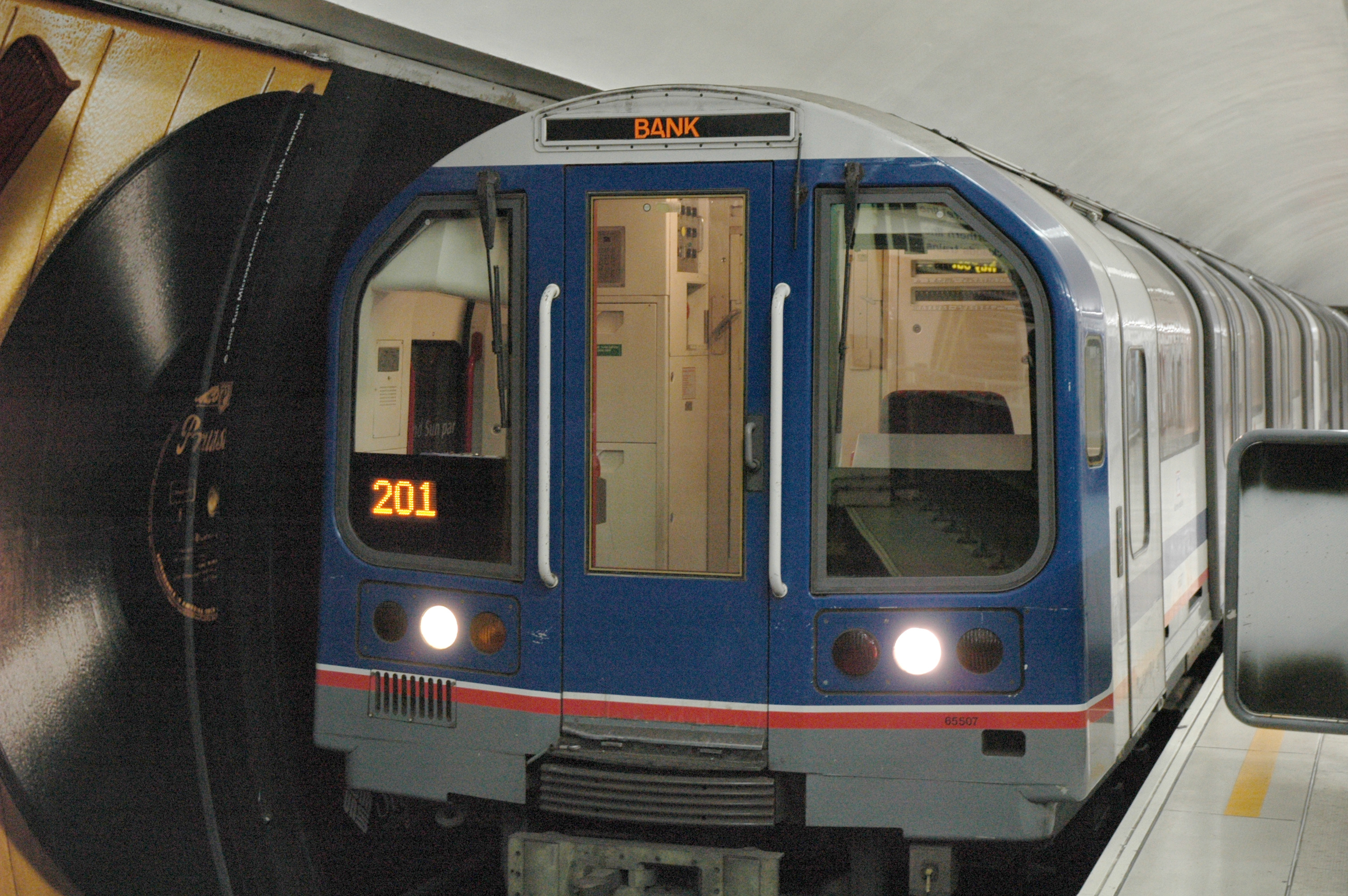
Un tren de la serie modificada de 1992 con los colores originales de la SouthEast parado en la estación Bank de la línea Waterloo and City.

A lo largo de su historia, la línea ha tenido únicamente tres tipos de trenes:
- Los trenes originales, construidos en madera, consistentes en 11 unidades motoras y 11 tractoras, construidos por Jackson and Sharp en Estados Unidos. Utilizaban motores eléctricos Siemens. Su uso se extendió hasta 1940. La composición de los vehículos era de cinco trenes con cuatro coches cada uno, además de una unidad motora y tractora. Los trenes contaban con un novedoso diseño por el que se podían conducir desde una cabina semiabierta en los extremos de cada tren. Esto se lograba a través de cables que unían ambos motores del tren, permitiendo controlar los motores traseros con los mandos frontales. Otro cable (haciendo nueve en total) unía los colectores de corriente situados en los extremos de la línea para intentar minimizar la pérdida de energía producida por la interrupción del tercer raíl en las intersecciones (fenómeno conocido como 'gapping'). La Board of Trade, alarmada por este hecho, prohibió los sistemas de tracción eléctrica en cualquier proyecto de túnel profundo, forzando a la Central London Railway a volver a utilizar locomotoras a vapor. El problema del gapping nunca se resolvió, y hoy todavía persiste en cualquier sistema ferroviario de tercer raíl. Los inconvenientes para los pasajeros se solucionaron parcialmente por medio de alimentar las luces de la mitad de los coches con el motor situado en un extremo de la línea, y la otra mitad con el otro motor. Aparte, cinco vehículos con un solo motor fueron pedidos a la Dick, Kerr & Co. en 1899 para operaciones fuera de las horas punta.

- Estos vehículos fueron sustituidos en 1940 por unidades eléctricas de vehículos con su propia tracción, construidos por la compañía English Electric. A diferencia de otros proyectos de la red, retrasados o cancelados a causa de la II Guerra Mundial, no se produjeron retrasos en la entrega de los nuevos trenes. Estos vehículos se conocieron como "Clase 487" dentro del sistema TOPS (Total Operation Processing System). Los fusibles de estos vehículos eran de un diseño antiguo, un solenoide de bajo voltaje, que requería un gran compartimento tras una de las cabinas de conducción. El resto de vehículos de la red utilizaba un sistema de levas neumáticas bajo el suelo, obteniendo un 33% más de espacio para los pasajeros en los coches con motor. Los coches con motor contaban con la inusual característica de tener cabinas de conducción en ambos extremos, permitiendo así servicios más ligeros en las horas de menor afluencia de pasajeros.

- El hasta ahora último reemplazo de vehículos se produjo en 1992, cuando se introdujeron los trenes de la clase 482, virtualmente idénticos a la serie de 1992 utilizada en la línea Central. La línea se modificó para incluir el cuarto raíl, al igual que otras líneas de la red; el raíl del positivo, de acero, se mantuvo, y se añadió el raíl del negativo, hecho en aluminio. Desde su introducción, los vehículos de la línea han presentado varias modificaciones con respecto a los de la línea Central, principalmente cuando se empezó a utilizar el sistema automático ATO (Automatic Train Operation) en la línea Central; este hecho hace que no se puedan intercambiar los vehículos entre las dos líneas. Poco después de la introducción de estos trenes, la gestión de la línea pasó a manos del Metro de Londres.

Hasta las obras de renovación y actualización de la línea en 2006, los trenes de la clase 482 mantuvieron el juego de colores de la Network SouthEast. Por tanto, estos colores se han mantenido durante más de 10 años desde el momento en que el Metro de Londres se hizo cargo de la línea.

## Estaciones
- Bank, abierta el 8 de agosto de 1898 como City; renombrada el 28 de octubre de 1940.
- Waterloo, abierta el 8 de agosto de 1898.

La línea ha sido cerrada en varias ocasiones para realizar reparaciones y pruebas en los vehículos, incluyendo el cierre entre el 31 de marzo de 1994 y el 5 de abril de ese mismo año.

## Reformas

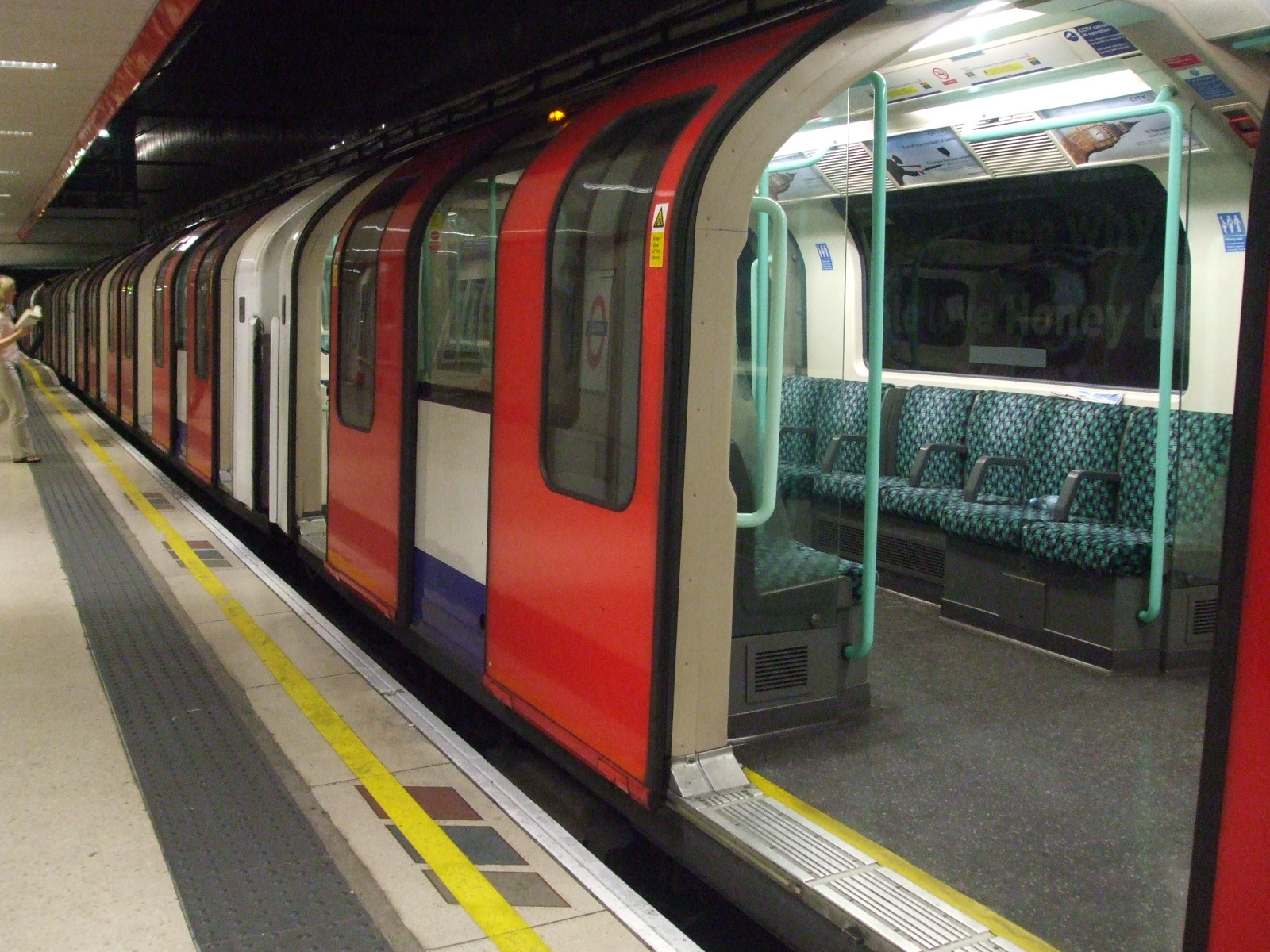
Tren de la línea Waterloo & City en la estación de Waterloo

La línea fue cerrada el 1 de abril de 2006 para trabajos de reformas. Fue reabierta el 11 de septiembre del mismo año, once días después de la fecha prevista. Además del repintado y limpieza de los trenes, el trabajo realizado incluyó reformas de los túneles, andenes y garaje, y mejora de las vías y los sistemas de señalización. Se espera que estos trabajos, junto con otros previstos para el año 2007, aumenten la capacidad de la línea en un 25 % en horas punta y un 12 % de forma general. También se espera reducir el viaje en 40 segundos.
Cuatro nuevas locomotoras (llamadas Walter, Lou, Anne y Kitty), con baterías que proporcionan una fuerza de 75 caballos, fueron construidas por Clayton Equipment para el transporte de materiales y maquinaria a lo largo de la línea durante el cierre.
Además de todas estas obras, Metronet tiene previsto reformar la estación de Bank en el año 2011.

## Uso para filmaciones
Debido a que permanece cerrada en domingo, la línea se ha convertido en un lugar típico para filmaciones. Esto se planteó principalmente en los tiempos en que la British Rail y sus predecesores poseían la línea, cuando London Transport no permitía utilizar sus estaciones o líneas. Así, la línea aparece en la serie "Survivors" de la BBC, representando varias partes de las líneas Central y Northern, así como en la adaptación de "The Tripods" realizada en 1984 (representa la estación "Porte de la Chapelle" del metro de París. También se ha utilizado en la película "Sliding Doors", de Peter Howitt (año 1998), representando la estación de Embankment y otra estación desconocida.